# تیپ‌های آنارشیست در مقاومت ایتالیا
تیپ‌های آنارشیست جنبشی از مقاومت ایتالیا بود که در طول جنگ جهانی دوم به اختصاص در مرکز و شمال ایتالیا فعال بودند.

## توسکانی

### پیستویا و مناطق مجاور
- بریگاد آنارشیست «سیلوانو فدی» از طرف سیلوانو فدی، به همراه اگیستو و مینوس گوری، تیتو و ماریو اسکینی و تیتیان پالاندری پایه‌گذاری شد. و این تیپ از ۵۳ شبه نظامی ایجاد شده بود که در پیستویا مشغول جنگ بودند.[۲][۳] این تیپ جز جنگ‌های چریکی بر ضد نازی‌ها و فاشیست‌ها به تهیه اسلحه برای دیگر گروه‌های پارتیز نیز در حین فعالیت بود. از دوستان اسیر پس از اینکه فدی در یک مخفیگاه دستگیر گردید، انزو کاپچی به عنوان پیشوای جانشین او منصوب گردید. و فدی بعدها مدال نقره شجاعت نظامی را کسب نمود. و بعد از آن تحت فرماندهی آرتسه بنسپری درآمد، تیپ «سیلوانو فدی» نخستین واحد جنبش بود که وارد پیستویای آزاد گردیده شد و پرچم رنگین قرمز و سیاه  پرچم آنارشیستی را بر روی برج ناقوس کلیسای جامع به اهتزاز درآورد، گرچه این پرچم به شکل ماندگاری نبود. و بعدها این پرچم به  پرچم سه رنگ تغییر پیدا نمود.[۴]
- تیپ خودمختار مانریکو دوچسکی که بیشتر این تیپ آنارشیست‌ها را تشکیل می‌داد، در لوکا و گارفاگنان فعالیت می‌نمود. و بعدها این تیپ نزدیک ۸٬۰۰۰ نازی و فاشیست ایتالیایی را اسیر نمود و بلافاصله بعد از آن نزدیک ۳۰۰ مرد را از دست داد.[۵]

### کارارا و لونیگیانا
اقتباس از وب سایت آ ان پی ای آشکارا وضعیت در این زمینه را خلاصه می‌نماید:
روحیه اخلالگر و ضد فاشیستی عموم توانایی گوناگون بودن را نداشت. چون قبل از آن در جنگ ضد فرانکو اسپانیا ۴۰ آپوان که دو نفر از آنان را زن تشکل می‌داد با سلاح در دست بر ضد فاشیست‌های اسپانیایی شرکت کرده بودند. و چه در خصوص و فرمانده پیروزمند نهادهای (الیو ووچیچویچ)، که ژنرال فرانچسکو ساکتی، در سمت خود به عنوان یک سرباز پیشین سی ال ان کارا را محاکمه نمود: و او "یک مبارز برای آزادی بود، و آن فرد با شجاعت تا مرز بی پروایی مسیرش را ادامه داد. فرماندهی که می‌فهمید چگونه با الگوسازی از پیروان خود شور و نشاط و اعتماد و فداکاری را القا نماید."
در لونیجیانا یک نهادهای آنارشیست مشهور و فعال نظامی «گردان لوکتی» «که موسیقی «دی مونتی دی سرزنا» به معنی (از کوه‌های سرزانه) به آن اشاره می‌کند». و در «گردان لوچتی» هم در کتاب «شجاعت رابین» نوشته مائوریتزیو ماگیانی به آن اشاره می‌شود، و یکی از گروه‌های آنارشیستی می‌باشد که مورخان اطلاعات اندکی در خصوص آن عرضه کردند. به نقل از مگیانی، حتی نازی‌ها و فاشیست‌های ایتالیایی موفق نشدند پارتیزان‌های «گردان لوچتی» را از کوه‌ها بیرون کنند، بلکه فقط کارابینی‌ها را پس از آزادی پیروزمند ساختند. اعضای دیگر همچون تیپ میشل شیرو (یا لوچتی ۲)، بخش لوننس از تیپ‌های گاریبالدی، اس آی پی (اسکادری دی آزیونه پاتریوتیکا). «ماکیارینی»، نهادهای اس آی پی «فای» و «الیو ووچیچویچ»، که معاون فرمانده آن، جووانی ماریگا بود، به مدال طلای شجاعت نظامی دست پیدا کرد، ولی آن مدال را به علت سازگاری با ایدئولوژی‌های آنارشیستی نپذیرفت. و بلگراد پدرینی نیز در این تیپ شرکت داشت.

## لمباردی
در میلان، علاوه بر برخی گروه‌های کم جمعیت، متشکل از تیپ آنارشیستی با بیشترین وزن عملیاتی، تیپ‌های «بروزی مالاتستا» بودند.